# 과학국제안보연구소
과학국제안보연구소 (ISIS, Institute for Science and International Security)는 과학과 정세에 관련한 세계 안보 문제를 연구하고 대중에게 알리는 미국 워싱톤에 있는 비영리 기관이다. 미국의 전 핵 조사관 데이브 올브라이트(David Albright)가 이끌고 있다. 1993년 과학자들이 국제적 안전 문제의 중요성을 인식하여 해결책을 찾아야 한다는 의무감에서 설립하였다. 핵무기와 이에 관련된 기술의 확산을 막고, 핵 활동에 대해 투명한 공개를 이끌어내어 핵무기 보유를 줄이는 것에 중심을 두고 있다.

## 같이 보기
- 암스 컨트롤
- 무기 밀매